# 東児玉村
東児玉村（ひがしこだまむら）はかつて埼玉県の北西部、児玉郡に属していた村。

## 地理
- 河川：小山川、志戸川

## 歴史
- 1889年（明治22年）4月1日 - 町村制施行により、阿那志村、根木村、沼上村、関村、南十条村、北十条村、小茂田村、下児玉村が合併し児玉郡東児玉村が成立する[1]。旧村は東児玉村の大字となる。村名の由来は村域が児玉町の東に位置することから[1]。
- 1896年（明治29年）3月29日 - 児玉郡が賀美郡、那珂郡を編入する。
- 1954年（昭和29年）10月1日 - 松久村、大沢村と合併し美里村を新設する[2][3]。各大字は美里村へ継承された。